# Ясос
Ясос (варианты написания: Яссос, Иасос, Иассос (др.-греч. Ἴασος, греч. Iασός, Iασσός), лат. Iasus) — античный греческий город в Карии на берегу Иасийского залива (ныне залив Мандалья) напротив современного турецкого города Гюллюк. В античные времена Ясос располагался на острове, однако с течением времени пролив между ним и материком исчез. Археологический памятник располагается в округе Миляс, провинция Мугла, близ деревни Алеви района Кыйыкышладжик, примерно в 31 км от центра г. Миляс.

## Бронзовый век
Согласно данным раскопок конца XX—начала XXI вв., место было населено с раннего бронзового века. В слоях среднего бронзового века обнаружено много находок керамики минойского происхождения; по-видимому, город был либо минойской колонией, либо испытывал активное влияние Крита.
С конца 15 в. до н. э. (позднеэлладский период III A1) местность заселяют носители микенской культуры, о чём свидетельствуют находки микенской керамики, как импортной, так и местного происхождения, а также другие мелкие находки (терракотовые идолы) и остатки стен микенского типа. Подобно тому, как и в Милете, минойское поселение сменилось микенским.
Предположительно, народ, населявший Ясос, упоминается в составе «народов моря» под именем WSS. В период античности в Ясосе обитали карийцы, которые были быстро ассимилированы греками.

## Античность
Античные историки считали Ясос колонией Аргоса, однако археологические данные указывают на более долгую его историю. Согласно античным источникам, аргивские колонисты понесли несколько поражений в войне против карийцев, поэтому они призвали на помощь сына Нелея, который ранее основал Милет. В связи с этим в городе появились новые поселенцы.
Город, занимавший весь небольшой остров, имел всего 10 стадиев по периметру. Несмотря на это, он довольно быстро стал очень богатым, благодаря рыбной ловле и торговле рыбой. Ясос был членом Делосского союза и участвовал в Пелопоннесской войне 431—404 гг. до н. э. После сицилийской экспедиции афинян на Ясос напали спартанцы и их союзники. В момент нападения городом управлял персидский сатрап Аморгес, восставший против Дария II. Спартанцы захватили и разрушили город. Взятый в плен Аморгес был отправлен ими Тиссаферну.
В 4 в. территория города вошла в состав сатрапии потомков Гекатомна и была завоёвана Александром Македонским. Позднее город осаждал Филипп V Македонский, однако римляне убедили его уступить город Птолемею V Эпифану.
Горы в окрестностях Ясоса служили источником великолепного мрамора кроваво-красного и ярко-белого цвета, который в античности использовался в декоративных целях. Вблизи от города находилось святилище Гестии со статуей богини; считалось, что хотя она и стояла на открытом воздухе, её никогда не касались капли дождя. Страбон рассказывает похожее предание о храме Артемиды в окрестностях города. Афиней упоминает Ясос как известное место рыбной ловли.
Город был заброшен, по-видимому, в XV—XVI вв., в оттоманский период, когда поблизости был основан небольшой город, получивший название Асин-Кале или Асин-Курин. Административно он относился к санджаку Ментеше Измирского (Айдынского) вилайета.

## Археология
До настоящего времени сохранилась часть городской стены. Рядом со скалой сохранилась часть древнего театра с рядами скамеек. В его окрестностях обнаружено несколько надписей и монет.
После предварительных исследований, которые проводил Шарль Тексье с 1835 г., здесь начали проводиться регулярные раскопки, которые в настоящее время ведёт Итальянская школа археологии в Афинах. Здесь проводили свои экспедиции Доро Леви (1960—1972), Клелия Лавьоса (1972—1984) и Феде Берти (1984—2011). С 2011 г. директором Ясосской экспедиции является Марчелло Спану.
Ясос был постоянно населён, начиная с раннего бронзового века; в это время на него оказала влияние кикладская культура. Далее в нём представлены слои геометрического, эллинистического и римского периодов, вплоть до византийской эпохи. Среди сохранившихся в Ясосе сооружений — стоя Артемиды и виллы римского периода.

## Христианская традиция
Известны имена 4-х епископов Ясоса: Фемистий (Themistius, 421), Флацилий (Flacillus, 451), Давид (787) и Григорий (878). Ясосский епископат упоминается в труде X в. Nova Tactica, а позднее также в Notitiae Episcopatuum.
В римско-католической церкви существует титулярный диоцез, то есть епархия, больше не связанная с реальной общиной католиков в связи с их переходом в другую веру или миграцией из данной местности) Кария с формальным местонахождением в Ясосе.